# 유럽흑송

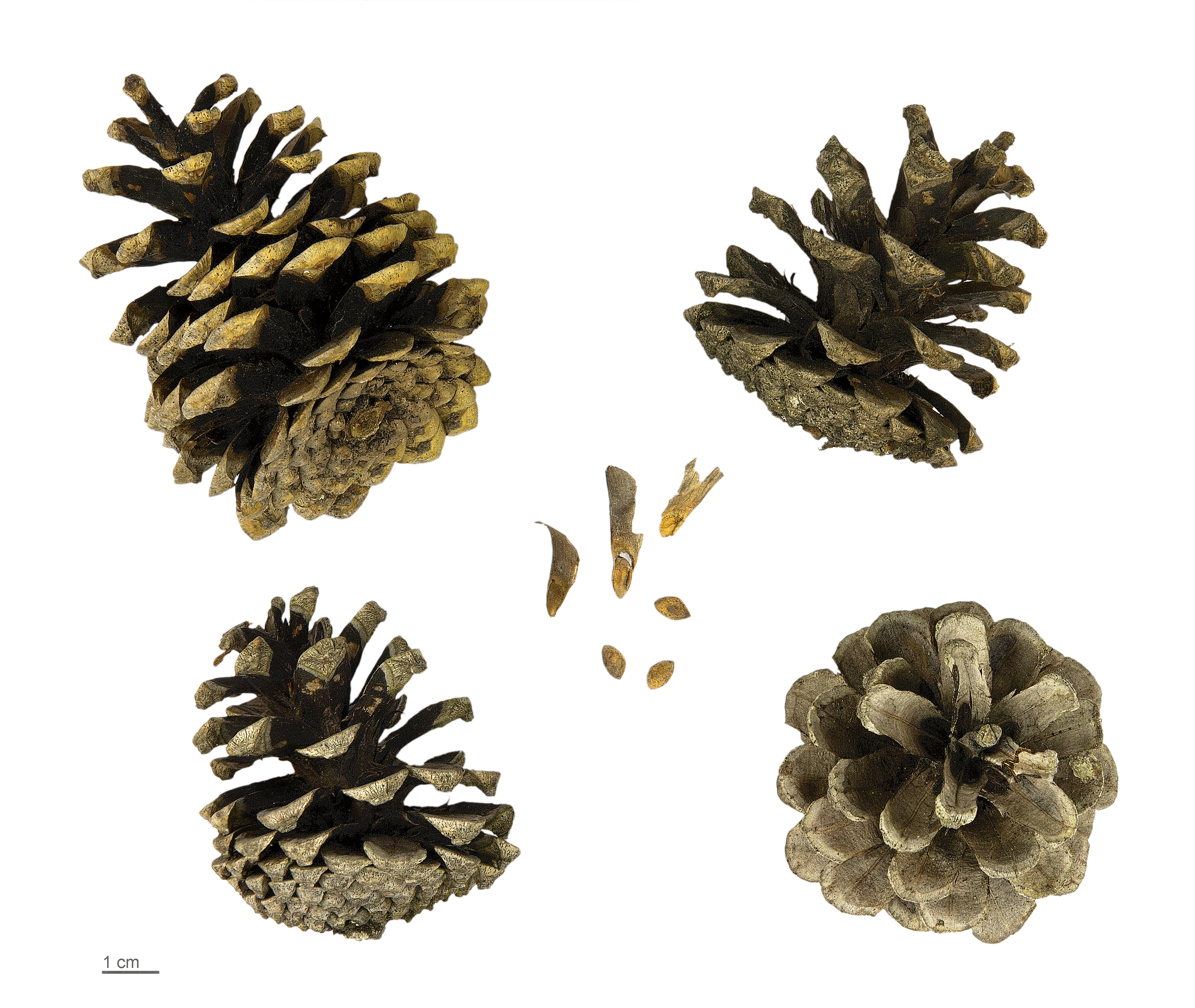
Pinus nigra

유럽흑송(학명: Pinus nigra), 또는 오스트리아소나무는 지중해 근해 유럽 및 북아프리카에 자생하는 소나무속 구과식물의 일종이다.

## 종내 분류군
- 코카서스흑송 P. nigra subsp. laricio Maire
- 크림흑송 P. nigra subsp. pallasiana (Lamb.) Holmboe
- P. nigra subsp. dalmatica (Vis.) Franco
- P. nigra subsp. salzmannii (Dunal) Franco